# Stenellipsis marmorata
Stenellipsis marmorata är en skalbaggsart som beskrevs av Stefan von Breuning 1954. Stenellipsis marmorata ingår i släktet Stenellipsis och familjen långhorningar. Inga underarter finns listade i Catalogue of Life.